# دولگانکا
دولگانکا (به لاتین: Dolganka) یک منطقهٔ مسکونی در روسیه است که در سرزمین آلتای واقع شده‌است.